# Conor Noß
Conor Noß (Düsseldorf, 1º gennaio 2001) è un calciatore irlandese con cittadinanza tedesca, centrocampista del Duisburg.

## Biografia
È nato a Düsseldorf da padre tedesco e madre irlandese.

## Carriera

### Club
Noß è cresciuto nel settore giovanile del Borussia M'gladbach ed ha firmato il suo primo contratto professionistico il 7 luglio 2021. Ha debuttato in prima squadra il 20 novembre dello stesso anno subentrando a Kouadio Koné nei minuti finali dell'incontro di Bundesliga vinto 4-0 contro il Greuther Fürth.
Il 18 luglio 2023 ha firmato un biennale con il Blau-Weiß Linz, neopromosso in Tipico Bundesliga.

### Nazionale
Ha giocato nelle nazionali giovanili irlandesi Under-19 ed Under-21.

## Statistiche

### Presenze e reti nei club
Statistiche aggiornate al 10 marzo 2024.
| Stagione        | Squadra                | Campionato      | Campionato | Campionato | Coppe nazionali | Coppe nazionali | Coppe nazionali | Coppe continentali | Coppe continentali | Coppe continentali | Altre coppe | Altre coppe | Altre coppe | Totale | Totale | Totale |
| Stagione        | Squadra                | Comp            | Pres       | Reti       | Comp            | Pres            | Reti            | Comp               | Pres               | Reti               | Comp        | Pres        | Reti        | Pres   | Reti   |        |
| --------------- | ---------------------- | --------------- | ---------- | ---------- | --------------- | --------------- | --------------- | ------------------ | ------------------ | ------------------ | ----------- | ----------- | ----------- | ------ | ------ | ------ |
| 2019-2020       | Borussia M'gladbach II | RL              | 15         | 0          |                 | -               | -               |                    | -                  | -                  |             | -           | -           | 15     | 0      |        |
| 2020-2021       | Borussia M'gladbach II | RL              | 21         | 1          |                 | -               | -               |                    | -                  | -                  |             | -           | -           | 21     | 1      |        |
| 2021-2022       | Borussia M'gladbach II | RL              | 13         | 1          |                 | -               | -               |                    | -                  | -                  |             | -           | -           | 13     | 1      |        |
| 2022-2023       | Borussia M'gladbach II | RL              | 22         | 6          |                 | -               | -               |                    | -                  | -                  |             | -           | -           | 22     | 6      |        |
| 2021-2022       | Borussia M'gladbach    | BL              | 3          | 0          | CG              | 0               | 0               |                    | -                  | -                  |             | -           | -           | 3      | 0      |        |
| 2023-2024       | Blau-Weiß Linz         | BL              | 22         | 2          | CA              | 3               | 0               |                    | -                  | -                  |             | -           | -           | 25     | 2      |        |
| Totale carriera | Totale carriera        | Totale carriera | 96         | 10         |                 | 3               | 0               |                    | -                  | -                  |             | -           | -           | 99     | 10     |        |